# Brick (banda)
Brick é uma banda americana que fundia funk e jazz, formada no início dos anos 1970. Sua canção mais popular foi o single "Dazz", (#3 U.S. Pop, #1 U.S. R&B, #36 UK Singles Chart) que foi lançado em 1976.

## Discografia

### Álbuns de estúdio
- Good High (1976) #1 R&B; #19 US
- Brick (1977) #1 R&B; #15 US
- Stoneheart (1979) #25 R&B; #100 US
- Waiting on You (1980) #31 R&B; #179 US
- Summer Heat (1981) #13 R&B; #89 US
- After 5 (1982)
- Too Tuff (1988)

### Coletâneas
- The Best of Brick (1995)
- Super Hits (2000)

### Singles
- "Music Matic" (1976) #82 R&B
- "Dazz" (1976) #1 R&B; #3 US
- "Dusic" (1977) #2 R&B; #18 US
- "That's What It's All About" (1977) #48 R&B
- "Ain't Gonna Hurt Nobody" (1978) #7 R&B; #92 US
- "Dancin' Man" (1979) #47 R&B
- "Raise Your Hands" (1979) #34 R&B
- "All The Way" (1979) #38 R&B; #106 US
- "Push Push" (1979) #21 R&B
- "Sweat (Til You Get Wet)" (1981) #10 R&B
- "Wide Open" (1981) #58 R&B
- "Free Dancer" (1982) #62 R&B
- "Stick by You" (1982)